# Lolita Aniyar de Castro

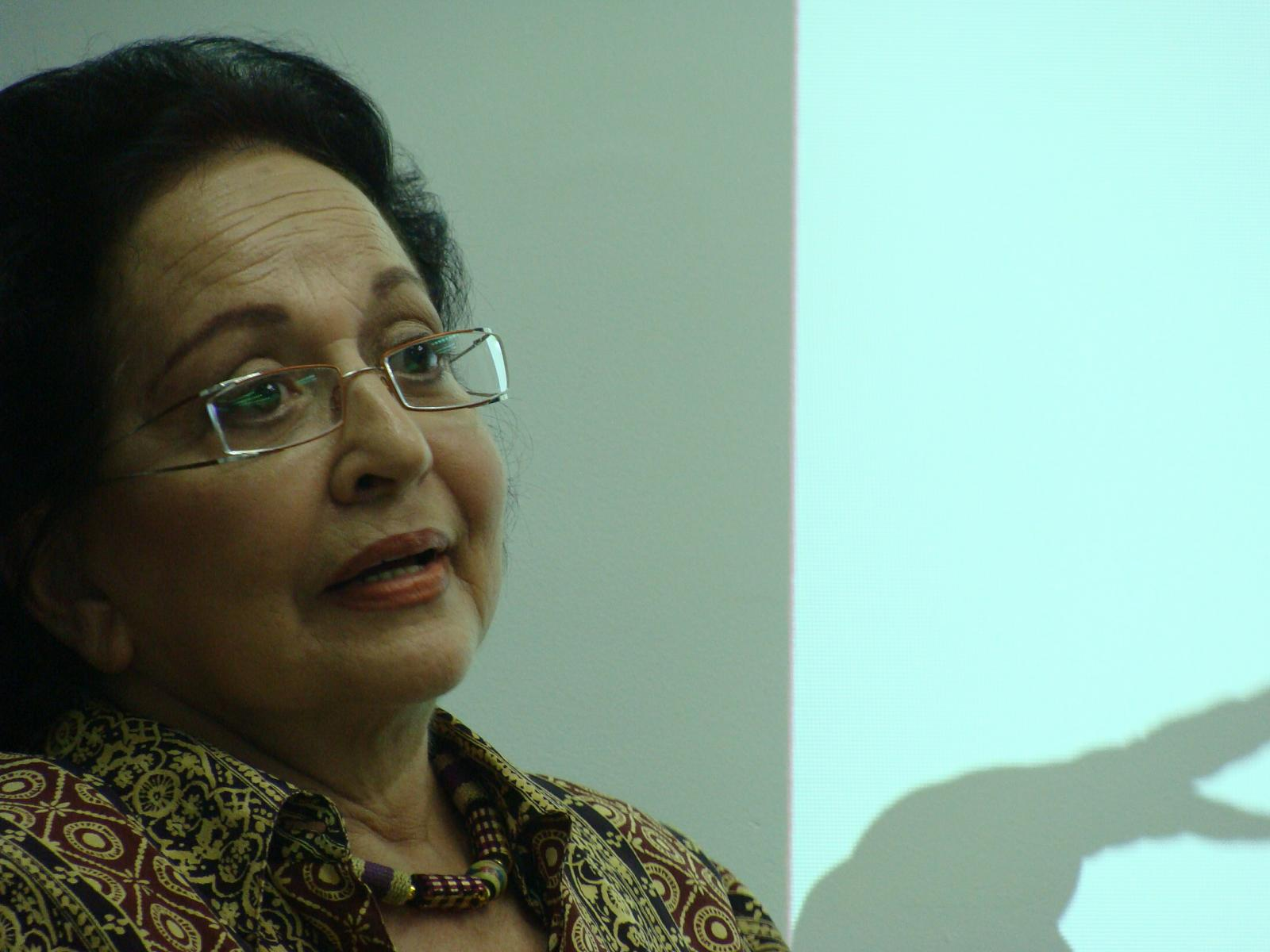
Lolita Aniyar de Castro

Lola Rebeca Aniyar Sananes de Castro, auch bekannt als Lolita Aniyar de Castro oder Lola Aniyar de Castro, (* 8. Mai 1937 in Caracas; † 7. Dezember 2015 in Maracaibo) war eine venezolanische Rechtsanwältin, Professorin und Politikerin.

## Leben
Lola Aniyar de Castro absolvierte nach ihrem erfolgreich abgeschlossenen Rechtsanwaltsstudium in Caracas ein postgraduales Studium in Paris und Rom jeweils auf den Gebieten Strafrecht und Kriminologie.
Sie arbeitete als Professorin am Institut für Kriminologie an der Universidad del Zulia (Instituto de Criminología de la Universidad del Zulia) in Maracaibo und war mehr als 15 Jahre Direktorin des Instituts. Das Institut trägt inzwischen ihren Namen.
Von 1993 bis 1995 war sie Gouverneurin des Bundesstaates Zulia und die erste venezolanische Frau, die das Amt eines Senators im Congreso Nacional innehatte. Lola Aniyar war einige Jahre Delegierte Venezuelas bei der UNESCO und im Konsulat von Venezuela in New Orleans, in den Vereinigten Staaten tätig. Sie war Mitglied im Ausschuss der Universität Stockholm die den internationalen Preis für Kriminologie vergibt (entspricht in etwa dem Nobelpreis für Kriminologie).
Sie lebte in Maracaibo und war an unterschiedlichen Universitäten aktiv. Sie lehrte beispielsweise an der Universität von Zulia, an der Universität der Anden, sowie anderen Universitäten in Argentinien, Costa Rica und Brasilien. Sie schrieb zahlreiche Bücher über Strafrecht und zum Thema Gerechtigkeit in Venezuela. Des Weiteren war sie Gründerin und Herausgeberin des Magazin Revista Capitulo Criminológico, dem ältesten Magazin mit regelmäßiger Veröffentlichung von Daten zum Strafrecht in Lateinamerika.
Am 22. September 2008 erhielt Lola Aniyar de Castro die Ehrendoktorwürde von der Nationalen Universität in Córdoba in Argentinien verliehen.
Lolita Aniyar de Castro starb am 7. Dezember 2015 im Alter von 78 Jahren an einem Herzinfarkt in ihrem Haus in Maracaibo.